# Долгов Володимир Генріхович
Володимир Генріхович Долгов  (11 травня 1960, Харків, УРСР, СРСР — 10 січня 2022) — радянський плавець, олімпійський медаліст.

## Виступи на Олімпіадах
| Олімпіада   | Дисципліна                      | Місце     |
| ----------- | ------------------------------- | --------- |
| Москва 1980 | плавання на 100 метрів на спині | 3         |
| Москва 1980 | плавання на 200 метрів на спині | 4 h1 r1/2 |